# هاید (موسیقی‌دان)
هاید (انگلیسی: Hyde؛ زاده ۲۹ ژانویهٔ ۱۹۶۹) یک موسیقی‌دان اهل ژاپن است. وی از سال ۱۹۹۰ میلادی تاکنون مشغول فعالیت بوده‌است.